# روبرت جي. ألين
روبرت جي. ألين (بالإنجليزية: Robert G. Allen)‏ هو مصرفي وسياسي أمريكي، ولد في 24 أغسطس 1902 في الولايات المتحدة، وتوفي في 19 أغسطس 1963. حزبياً، نشط في الحزب الديمقراطي. وقد انتخب عضو مجلس النواب الأمريكي.